# Sandboxie
Sandboxie — бесплатная (начиная с версии 5.31.4 от 10 сентября 2019) утилита, которая представляет собой средство для контроля за работой различных программ, а также повышения уровня безопасности, в том числе и при работе в Интернете. Программа предоставляет пользователям возможность запуска приложений в защищённой оболочке, иначе называемой «песочнице».

## Описание
Sandboxie позволяет запускать приложения в изолированной виртуальной среде и полностью контролировать запущенные процессы.
Программа, работающая в «песочнице», не сможет записать какие-либо данные в системный реестр, получить доступ к системным файлам или внести изменения в систему и повлиять на её работоспособность.
Sandboxie повышает безопасность операционной системы при веб-сёрфинге в Интернете от установки нежелательного программного обеспечения, а также следит за работой электронной почты, используя собственную «ловушку» для вирусов, троянских и шпионских программ, прикреплённых к письму.
Количество виртуальных «песочниц» не ограничено, пользователь может вручную составить список программ, которые будут автоматически запускаться в них, а также настроить уровень разрешения к разным ресурсам для каждой из них.
Все следы изменений, сделанные внутри «песочницы» можно просмотреть, зайдя в соответствующую папку.
Утилита не является кроссплатформенным программным обеспечением и работает только на компьютерах под управлением 32-битных и 64-разрядных операционных систем Microsoft Windows.
В прошлом разработчик прекращал поддержку 64-разрядных версий Windows, и не было никаких планов их поддержки в будущих версиях программы. Sandboxie функционировала на 64-разрядных версиях Windows XP из-за слабой реализации PatchGuard. Однако, с выходом Windows Vista, которая включала более безопасную реализацию PatchGuard, Sandboxie уже не мог обойти PatchGuard. Вскоре после этого было выпущено исправление «KB932596» для 64-разрядной Windows XP, которое включало обновлённый вариант PatchGuard, что делало невозможным работу Sandboxie в 64-разрядной Windows XP. Таким образом, разработчик прекратил поддержку 64-битной версии Sandboxie. Несмотря на удаление исправления «KB932596», которое позволяло старым 64-битным версиям Sandboxie функционировать как и прежде, это могло повлечь несанкционированную модификацию ядра. Начиная с версии 3.44, Sandboxie предлагает полную поддержку для 64-разрядных версий Windows Vista с Пакетом обновления 1 и Windows 7. Начиная с версии 5, Sandboxie поддерживает Windows 10. Для версии 5.14 на официальном сайте заявляется поддержка всех выпусков операционной системы от Windows XP SP3 до Windows 10 в 32-битной и 64-битной версии.

## Статьи
- Alien. Интернет и сети: Sandboxie v.3.48. iXBT.com. iXBT.com (10 августа 2010). Дата обращения: 6 сентября 2010. Архивировано из оригинала 9 мая 2012 года.
- Сергей и Марина Бондаренко. Sandboxie 3.48: работа с приложениями в "песочнице". 3DNews (12 августа 2010). Дата обращения: 6 сентября 2010.
- Сергей и Марина Бондаренко. Работа в "песочнице" - игры для взрослых. Часть 1. 3DNews (21 июля 2010). Дата обращения: 15 декабря 2014.
- Илья Шпаньков. Цифровой предбанник. Компьютерра (12 ноября 2007). Дата обращения: 13 октября 2016.
- Илья Муравьев. Обзор программ для работы с виртуальными песочницами. iXBT.com (23 сентября 2013). Дата обращения: 15 декабря 2014.